# ボース分布関数
ボース分布関数（ボースぶんぷかんすう、英: Bose distribution function）は、相互作用のないボース粒子の系において、一つのエネルギー準位に入る粒子の数（占有数）を与える理論式である。ボース–アインシュタイン分布関数 (Bose–Einstein distribution function) とも呼ばれる。
エネルギーが ε に等しい準位の占有数を与えるボース分布関数は
{\displaystyle f(\epsilon )={\frac {1}{\mathrm {e} ^{\beta (\epsilon -\mu )}-1}}}
で表される。パラメータ β は逆温度で、熱力学温度 T と β=1/kT で関係付けられる。μ は系の化学ポテンシャルである。
μ≤0 である。μ=0 となるのは生成および消滅が起こる光子やフォノンなどの粒子系か、ボース–アインシュタイン凝縮を起こしている粒子系である。
量子数 ν で指定される準位のエネルギーを εν とすれば、このエネルギー準位の占有数 nν の統計的期待値は
{\displaystyle \langle n_{\nu }\rangle =f(\epsilon _{\nu })}
で与えられる。